# Terapia psicodinámica
La orientación psicodinámica en el campo de la salud mental sigue una línea que recoge el pensamiento psicoanalítico de la posmodernidad, basándose en que el acto de conducta es siempre un acto con sentido y con finalidad, con independencia de que el sujeto posea, o no, conocimiento de los mismos. La metodología derivada de esa concepción apunta, consecuentemente, a la exploración y objetivación de ese mundo interno del que el sujeto no tiene conocimiento, considerando lo inadvertido o inconsciente de la conducta como un componente esencial de la misma, precisamente por considerar que es lo inconsciente lo que da sentido y soporte a la conducta manifiesta. Ese objetivo marca la diferencia que la distingue de otras metodologías, las cuales tratan de una forma más marginal los componentes inadvertidos de la conducta. Una concepción dinámica de la salud mental, presupone la aceptación de dos principios esenciales:
- Una gran parte de la actividad psíquica se produce al margen de la conciencia, aunque dicha actividad y contenidos los podemos deducir a partir de lo que es conocido. Un concepto central en la orientación psicodinámica es el de que, tanto las conductas, como los síntomas, están notablemente influidos por fuerzas de naturaleza inconsciente cuyos factores causales son múltiples y bastante complejos.

- La consideración del carácter específicamente individual de toda experiencia humana. Como señala Erich Fromm (1972), “nunca la experiencia de una persona es idéntica a la experiencia de otra... de hecho, hasta la experiencia de una misma persona no es nunca la misma en ocasiones diferentes, porque nadie es exactamente el mismo en dos momentos de su vida”. El pensamiento psicodinámico plantea que nosotros no nos conocemos verdaderamente a nosotros mismos, siendo una de las metas del tratamiento alcanzar el self verdadero del paciente. Fonagy (2003) destaca que “la necesidad de ser conocido, validado y reconocido puede ser tan fundamental como el deseo de comprender en el curso de una terapia dinámica”.

Ahora bien, la psicoterapia dinámica es un enfoque particular de psicoterapia que utiliza conceptos psicodinámicos y un estilo de comunicación que, dependiendo de la modalidad, hace más o menos uso de la asociación libre y de la abstinencia del terapeuta. La terapia psicodinámica se deriva del psicoanálisis, del cual surge como modificación para una mayor brevedad, por medio de la focalización de la intervención en ciertos conflictos destacados en la condición actual del consultante.
En el campo de la técnica terapéutica, todas las corrientes psicodinámicas coinciden en la importancia del fenómeno de la transferencia/contratransferencia como elemento fundamental para el análisis, y se usa como principal herramienta "curativa" a la interpretación, que es la única que permite hacer consciente lo inconsciente y colocar el conflicto psíquico en un lugar desde el cual pueda ser reaprehendido y trabajado por el paciente a través del insight y la elaboración.

## Fundamentación teórica
El adjetivo "dinámico" intenta explicar tres aspectos (Clapier-Valladon 1987):
Por un lado, la concepción genética de la personalidad. La interacción del individuo con el medio y su intento de adaptarse, va conformando en el niño, distintas etapas evolutivas con características propias.
Por otro lado, la "dinámica" de enfrentamiento, relación y choque, entre las instancias de la estructura del aparato psíquico determina, junto a la necesidad de homeostasis y equilibrio entre estas instancias, el comportamiento del sujeto. La dinámica freudiana plantea como constructor de estas estancias, las experiencias e historia del individuo.
El tercer aspecto es el carácter "profundo" de la teoría psicodinámica. El concepto básico y central de esta "profundidad" es el inconsciente, es lo no reconocido por la persona, pero que influye y en algunos casos determina el comportamiento. El inconsciente no se puede ver con ojos mortales, es algo oculto, es algo que habrá que conocer a partir de signos, de símbolos. Freud establece un código de "signos" y "símbolos" para reconocer algunos aspectos del inconsciente. El inconsciente se convierte en algunos casos en la explicación última, final, y determinante del comportamiento. La verdad final.
En el modelo psicodinámico se da la convergencia de modelos teóricos explicativos de base psicoanalítica, en los que el psicoanálisis es el marco conceptual básico, pero no la única teoría conceptual explicativa de su quehacer clínico, ni sus técnicas se ajustan a las propias del tratamiento psicoanalítico convencional. Las raíces del modelo psicodinámico se encuentran en las obras de Sigmund Freud, a finales del siglo XIX, pero se ha ampliado tanto que incluye las ideas de los pensadores que han revisado los conceptos de Freud e incluso aquellos que las han rechazado. El modelo se fundamenta en las siguientes suposiciones principales:
- La conducta humana y su desarrollo se determina principalmente mediante los hechos, impulsos, deseos, motivos y conflictos que se encuentran dentro de la mente (es decir intrapsíquicos).

- Los factores intrapsíquicos proporcionan las causas subyacentes de las conductas que se manifestaron abiertamente, sean esta problemáticas o no. Por lo tanto, así como la ansiedad que incapacita o los delirios de persecución de un paciente perturbado se adjudicarían a conflictos no resueltos o a necesidades no satisfechas, la conducta extrovertida y amistosa de un conocido en contraste podría verse como ocasionada a partir de los sentimientos internos de temor o minusvalía o de un deseo latente de lograr más popularidad que un hermano.

- Los orígenes de la conducta y sus problemas se establecen en la infancia a través de la satisfacción o frustración de las necesidades e impulsos básicos. Debido a la participación fundamental y potencial, relacionada con las necesidades básicas. Se da especial énfasis y atención a las relaciones con los padres, hermanos, abuelos, compañeros y personas con autoridad (por ejemplo maestros) en la edad temprana. Hay, por lo tanto, un sabor histórico único en el modelo psicodinámico y un enfoque sobre la importancia de los hechos pasados más que los hechos presentes.

- La evaluación clínica, el tratamiento y las actividades de investigación deberían dirigirse a la búsqueda y funciones de los aspectos sutiles de la actividad intrapsíquica la cual, a pesar de que a menudo se oculta de la observación directa, debe ser tratada si hemos de comprender la conducta y aliviar los problemas conductuales.

## Técnicas, instrumentos y metodología utilizada
- Determinismo. El comportamiento humano está determinado y depende fundamentalmente de factores intrapsíquicos tales como impulsos, deseos, motivos y conflictos internos. En el psicoanálisis clásico, pero no en otras escuelas psicoanalíticas, se enfatizan los determinantes biológicos (impulsos sexuales y agresivos).

- Énfasis en el papel del conflicto. Se considera que este es básico en el desarrollo de los síntomas neuróticos. Normalmente se considera que los impulsos internos buscan manifestarse y lograr gratificación en contra de las prohibiciones y límites socioculturales. Los síntomas neuróticos son vistos como compromisos para intentar resolver este conflicto. Desde la perspectiva psicoanalítica clásica se considera que el conflicto no resuelto entre el ello (necesidades instintivas) y un superyó (valores y normas sociales transmitidas por los padres) sobrepunitivo e inhibidor es la causa fundamental de los trastornos psicológicos. Este conflicto es exacerbado por los defectos del yo (la tercera estructura psicológica) que impiden la elaboración de defensas apropiadas que permitirían una reducción de la tensión.

## Diferencias con el psicoanálisis como tratamiento
El psicoanálisis tiende a incluir mayor número de sesiones y pretende una exploración más en profundidad, particularmente acerca de los conflictos inconscientes del paciente, como por ejemplo aquellos relacionados con la temática edípica. La terapia psicodinámica, en cambio, se centra de manera más focalizada en el aquí y ahora, dirigiéndose de manera más activa hacia la problemática actual del paciente, tenga esta base en su pasado o no.

## Historia
El concepto de psicodinámica se origina con la publicación en 1874 de las Lecciones sobre psicofisiología, de Ernst von Brücke, para quien todos los organismos son sistemas energéticos, que siguen las leyes de la termodinámica, en particular la conservación de la energía. Fue este mismo año cuando von Brücke fue supervisor de Sigmund Freud, en ese entonces estudiante de primer año, quien luego sería el creador del psicoanálisis.
Los terapeutas, al considerar lo largo y costoso del psicoanálisis, y el hecho de que los análisis más largos que llegaran a tratar el complejo de Edipo no tenían mucho más éxito en cuanto a resultados clínicos tangibles, empezaron a desarrollar técnicas que dieran alternativas a la relativa pasividad del analista.

## Principales representantes
Siguiendo a Linn y Garske (1988), serían tres los desarrollos actuales de la psicoterapia de orientación psicodinámica:

### Tradición neofreudiana
Sus representantes serían autores como Jung, Adler, Fromm, Sullivan, Horney, Ferenczi, Reich y Rank. Principales características de esta corriente:
- Realizan una crítica a la teoría de la sexualidad infantil y al concepto de libido.
- Cuestionan la validez y extensión del complejo de Edipo.
- Hacen más hincapié en los determinantes socioculturales del comportamiento.
- Desarrollan el concepto de carácter y estructura (trastornos de personalidad, estructura neurótica y psicótica).
- Otorgan más importancia a las fuentes externas del conflicto, por ejemplo al conflicto interpersonal.
- Desplazan el énfasis hacia el Yo y las motivaciones conscientes frente al Ello y el inconsciente.
- Estudian el desarrollo normal y las funciones de adaptación y no solamente lo patológico.
- No se muestran favorables al concepto de pulsión de muerte.
- Se interesan por el desarrollo sexual femenino.

### Tradición analítica del Yo
Llamada psicología del yo en los Estados Unidos y teoría de las relaciones objetales en Inglaterra, los autores más representativos son Mélanie Klein, Winnicott, Fairbain, Anna Freud, Erik Erickson, Hartmann, Rappaport y Guntrip.

### Las psicoterapias no psicoanalíticas
Son todas aquellas que no se basan en la cura tipo psicoanalítica. Existen diversas variantes, como la psicoterapia breve, la psicoterapia de apoyo, la psicoterapia psicoanalítica, y los representantes más destacados son: Sifneos, Malan, Davanloo, Mann, Pinkus.
Algunas aportaciones individuales de los autores que más han aportado a la terapia psicodinámica son: 
- Sándor Ferenczi: Técnica activa y recíproca entre analizante y analizado, interés genuino por el paciente.
- Otto Rank: Técnica activa, el concepto de la ansiedad de separación, temor a la vida versus temor a la muerte.
- Harry Stack Sullivan: Concepto y técnica del análisis como estudio de las relaciones interpersonales inconscientes.
- Franz Alexander: El concepto del proceso de análisis como "experiencia emocional correctiva", y el desarrollo de la psicosomática.
- Karen Horney: La tiranía de los "debes", necesidades neuróticas, "sí-mismo despreciado" versus "sí-mismo ideal".

## Psicoterapia infanto-parental (PIP)
La psicoterapia infanto-parental (PIP) tiene el objetivo de abordar problemas de infantes, como los trastornos emocionales, conductuales y alimentarios. También tiene como objetivo abordar los problemas en la relación de los padres con sus hijos, tales como las dificultades en la creación de vínculos afectivos. Para esto, los psicoterapeutas usan un enfoque psicodinámico, que imparten de manera conjunta a ambos, al padre y al infante, en sesiones semanales durante el transcurso de varias semanas. Se ha planteado la interrogante de qué tan efectivo es el uso de la PIP con madres, para mejorar aspectos como la salud mental infantil o la relación infanto-materna.
Una revisión sistemática de 8 estudios, la mayoría realizados en Estados Unidos, y los otros en Canadá, Suiza y Suecia, concluyó que, en comparación con ningún tratamiento o con un tratamiento habitual, la PIP es eficaz en mejorar el estado de apego de los bebés de madres que atraviesan por adversidades, pero no hay evidencias que apoyen su uso para mejorar otros aspectos de la relación o el funcionamiento parental, o que apoyen su uso en vez de tratamientos alternativos. La calidad de la evidencia incluida, sin embargo, es débil, por lo que estos resultados deben interpretarse con cautela.